# Палац дитячої та юнацької творчості Дрогобича

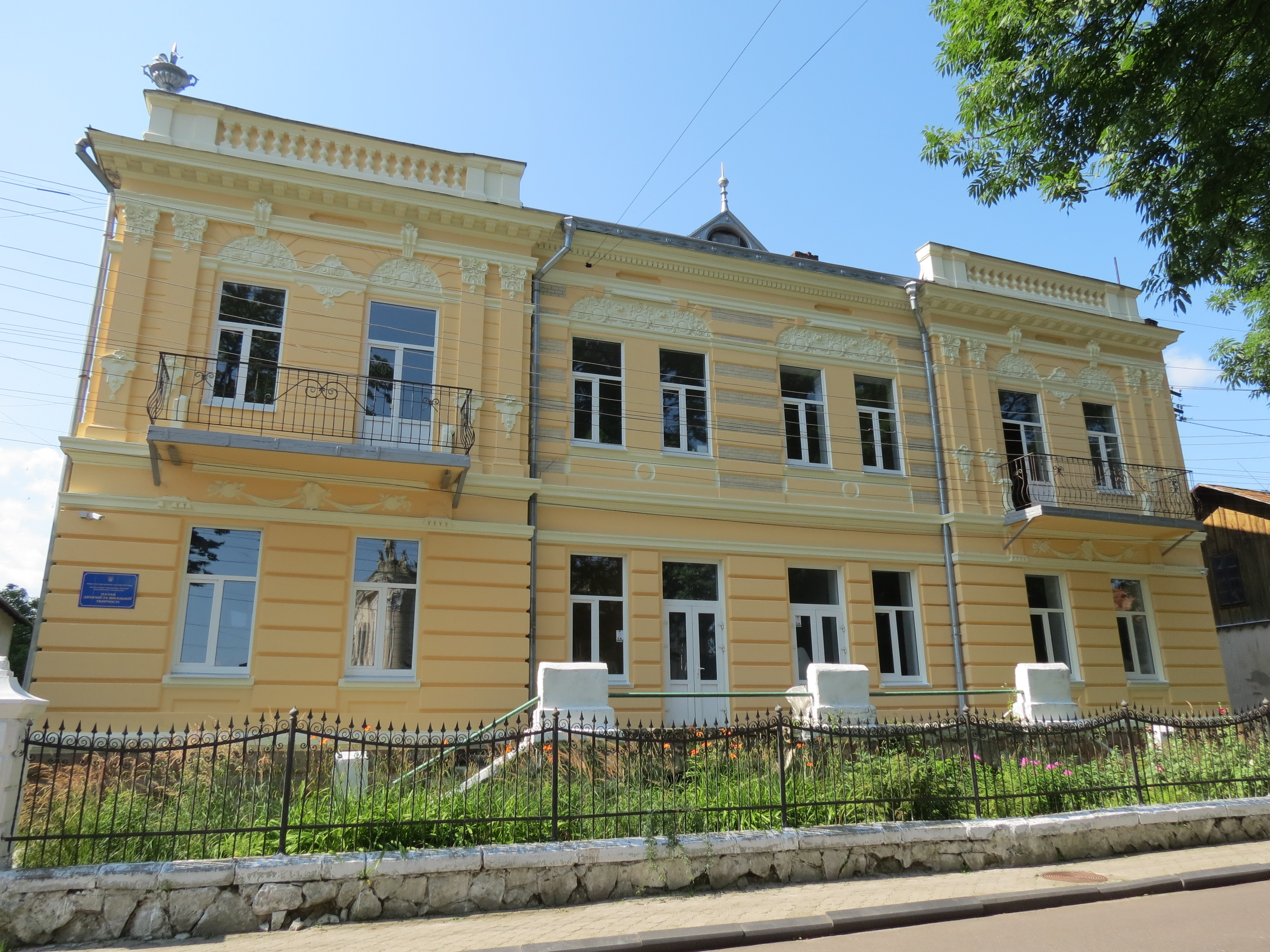
Корпус Палацу дитячої та юнацької творчості Дрогобича на вул. І.Франка,27. 2019 рік

Палац дитячої та юнацької творчості Дрогобича — позашкільний навчальний заклад відділу освіти виконавчих органів Дрогобицької міської ради (Свідоцтво про державну реєстрацію юридичної особи - серія А01 №468335 від 25 липня 1995 р.).
Є правонаступником Палацу піонерів та школярів, який був створений у 1939 році Дрогобицькою міською радою і функціонував за адресою: вул. Т.Шевченка,23. Згодом ПДЮТ розміщувався у приміщенні на вул. І.Франка,12. 
У 2017 році рішенням сесії Дрогобицької міської ради колективу Палацу дитячої та юнацької творчості переданий корпус колишньої дитячої поліклініки на вул. І.Франка, 27. А вже 5 вересня 2019 року відбулося урочисте відкриття оновленого приміщення.
   У 2012 році Палац дитячої та юнацької творчості Дрогобича внесений до переліку найбільших позашкільних навчальних закладів системи Міністерства освіти і науки України.

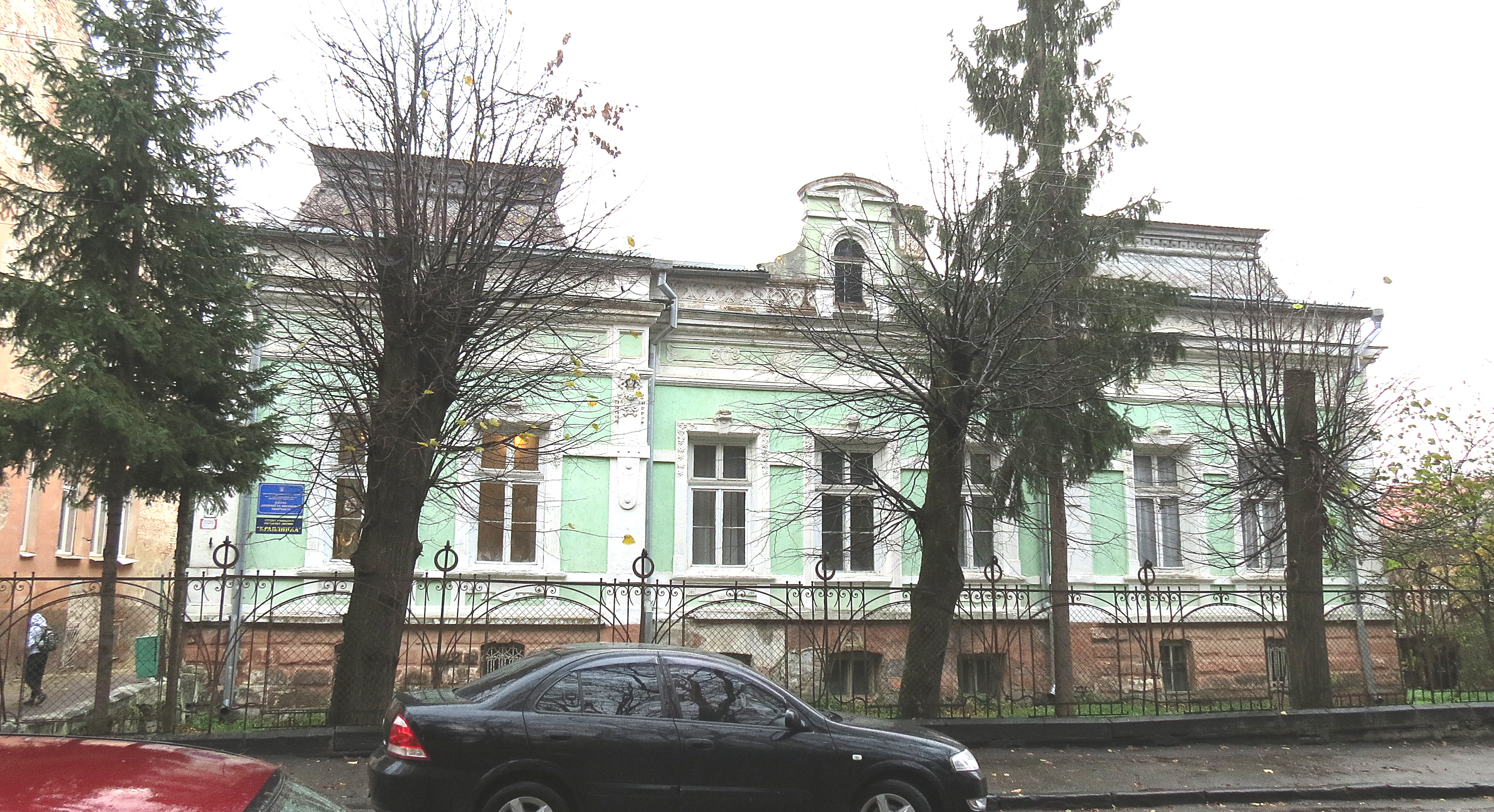
Корпус Палацу дитячої та юнацької творчості Дрогобича на вул. І.Франка,12. 2017 рік

 Від 1939 року позашкільним закладом керували: п. Задунайський, Віра Павлівна Артакова, Валентина Миколаївна Бикова, Галина Опанасівна Федіна, Євген Михайлович Яворський, Олександра Миколаївна Панкова, Євген Настьошин, Світлана Григорівна Шпак, Тамара Швед, Роза Григорівна Котик.
Директори Плацу дитячої та юнацької творчості після здобуття Україною незалежності: Світлана Олександрівна Лук'янова, Марія Теодорівна Потуляк, Євген Петрович Шипіш, Оксана Степанівна Герман, Богдан Романович Пристай.
 Головні завдання: сприяння творчому, інтелектуальному, духовному розвитку вихованців, виявлення і підтримка талановитих та обдарованих дітей, організації змістовного дозвілля, вдосконалення виховної роботи, підвищення рівня охоплення школярів міста позашкільною освітою.
   У ПДЮТ налагоджена інформаційно-методична робота, спрямована на удосконалення навчально-виховного процесу, урізноманітнення форм, змісту і методів діяльності гуртків. Наші педагоги допомагають дітям пізнати світ і себе, долучатися до прекрасного, робити перші відкриття, здобувати перші перемоги.
  Основні напрями діяльності закладу: художня творчість і самодіяльність, декоративно-ужиткове мистецтво, гуманітарний.

МЕРЕЖА ГУРТКІВ:

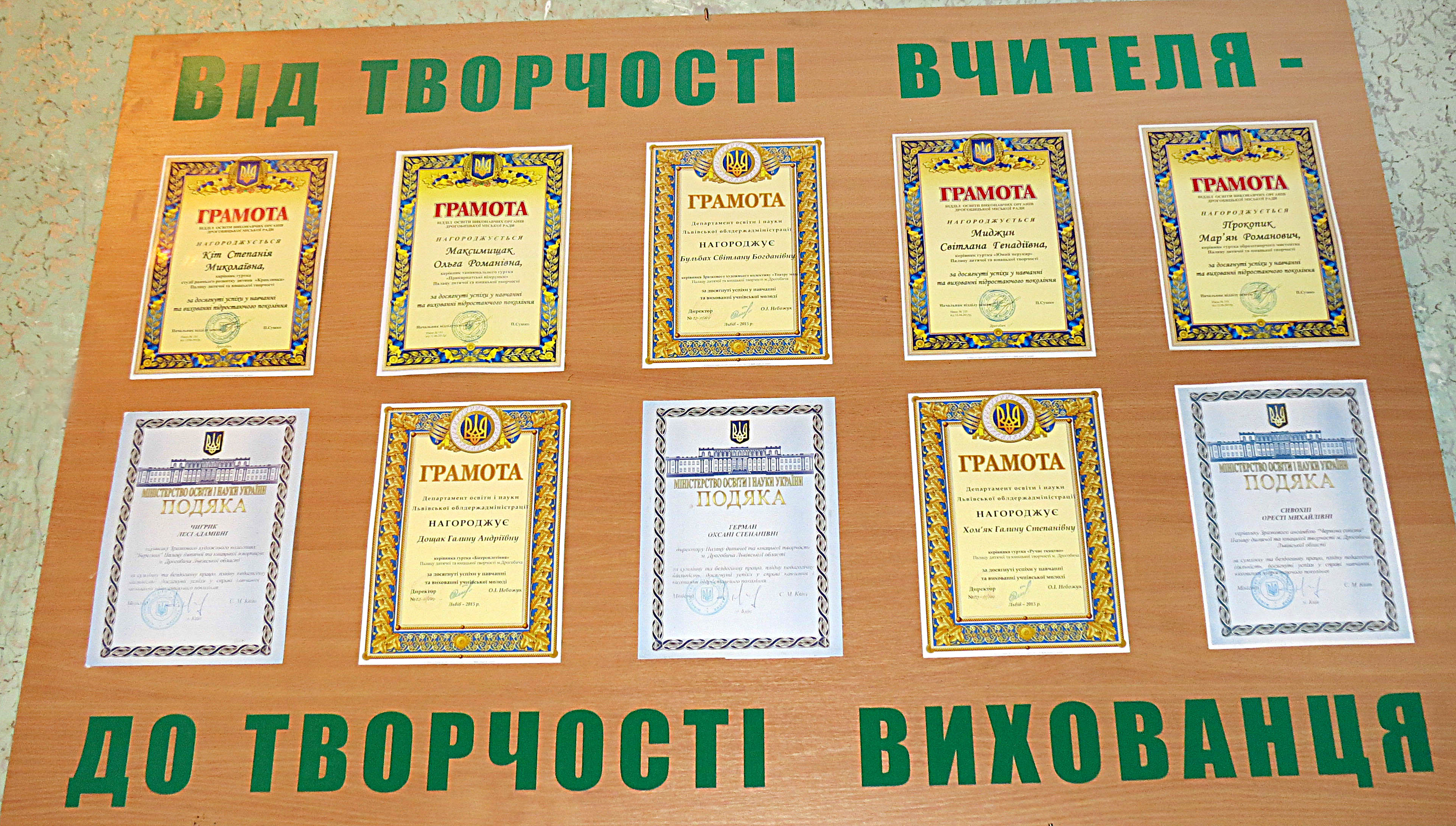
Досягнення педагогів ї їхніх вихованців

Студія раннього розвитку дитини «Краплинка», Народний ансамбль «Чарівна сопілка», Зразковий художній колектив «Берегиня», Зразкова літературно-творча студія «Любисток», Зразковий колектив «Театр мод», Вокальний ансамбль «Молоді галичани», Англійська мова, Німецька мова, Бісероплетіння, «Лялька в українському одязі», Образотворче мистецтво «Палітра», Ручне ткацтво, «Світ декору», «Дивоплетиво», Танцювальний ансамбль «Прикарпатські візерунки», Моделювання та пошиття одягу «Стиль», «Цікава математика», Юний перукар «Люстерко», Шаховий «Інтелект», Настільний теніс.

НАГОРОДИ І ВІДЗНАКИ ПЕДАГОГІЧНИХ ПРАЦІВНИКІВ:
Грамота Президента України, Почесна грамота МОН України, Почесні подяки МОН України, грамоти МОН України, грамоти Департаменту ЛОДА, Грамоти відділу освіти, Грамоти Дрогобицької міської ради, Премія міського голови в номінації «Талановитий вчитель», Відмінник народної освіти України, ІІІ місце Всеукраїнського конкурсу «Джерело творчості».

НАШІ ДОСЯГНЕННЯ:
 Колективи, яким присвоєно звання «Зразковий художній колектив»:
1. Літературно-творча студія «Любисток», керівник Калерія Олексіївна Луценко - 2010 року;
2. Гурток декоративно-ужиткового мистецтва «Берегиня», керівник Леся Адамівна Чигрик - з 2013 року;
3. Ансамбль «Чарівна сопілка», керівник Ореста Михайлівна Сивохіп - з 2013 року;
4. «Театр мод», керівник Світлана Богданівна Бульбах - з 2013 року.
5. Колектив, якому присвоєно звання «Народний художній колектив»: ансамбль «Чарівна сопілка», керівник Сивохіп О. М. - з 2018 року.
  Міжнародні конкурси: Фестиваль-конкурс дитячої та юнацької творчості «Яскрава країна» - ІІ та ІІІ місця; Телевізійний фестиваль «Nika music» - І місце; Фестиваль-конкурс «Зірковий парад» - ІІ місце; Телевізійний фестиваль «Вогні Львова» - І місце; Літературно-мистецький конкурс «Життя - тобі», дипломант; Фольклорний дитячо-юнацький фестиваль «Княжа династія» - ІІ місце.
 Всеукраїнські конкурси: Багатожанровий мистецький фестиваль «Витоки DANCE» - ІІІ місце; «Об'єднаймося ж, брати мої», І місце; Фестиваль мистецтв «Сурми звитяги» - І, ІІ, ІІІ місця; Фестиваль-конкурс дитячої та юнацької творчості «Яскрава країна»; Фольклорно-етнографічний фестиваль «Святого Миколая» - I місце; Дитячої творчості «Податки очима дітей» - I місце; Конкурс ім. Желяскова, оголошений газетою «Зелена планета» - два І місця.
 Обласні конкурси: Відкритий фестиваль-конкурс для дітей та юнацтва «Різдвяні канікули», І місце, ІІІ місце; VI фестиваль-конкурс хореографічного мистецтва «Галицькі барви»; конкурс дитячої творчості «Податки очима дітей» - I місце, II місце; «Об'єднаймося ж, брати мої» - І місце; Конкурс з ужиткового та образотворчого мистецтва «Таланти твої, Україно»: І, ІІ, ІІІ місця; Фестиваль мистецтв «Сурми звитяги» - І, ІІІ місця; Конкурс «Молоде покоління за безпеку дорожнього руху» - II місце, III місце; Конкурс «Збережи країну від лиха» - І місце; Конкурс «Бюджет країни - очима дитини» Державної фіскальної служби України - І, ІІ, ІІІ місця.
 Регіональні конкурси: «Стежками каменяра» - І, ІІ, ІІІ місця; Фестиваль-конкурс «Пісенний сад Назарія Яремчука», І місце; Всеукраїнський конкурс майстерності педагогічних працівників ПНЗ «Джерело творчості»; у номінаціях «Заступник директора» (2010 р.); - ІІ місце; «Директор ПНЗ» (2012 р.) — ІІ місце.